# River Kong Kong
River Kong Kong är ett vattendrag i Sydsudan.   Det ligger i delstaten Jonglei, i den östra delen av landet, 300 kilometer nordost om huvudstaden Juba.